# 東ドイツ国鉄250形電気機関車
ドイツ国営鉄道250形(ドイツ語：DR-Baureihe 250)は、東ドイツのドイツ国営鉄道（東ドイツ国鉄、略称：DR）が1974年から1984年にかけて製造した交流用電気機関車である。東西ドイツ統一後の1992年にドイツ鉄道155形(ドイツ語：DBAG-Baureihe 155）と改番された。その角張った外観から“電動コンテナ”とあだ名されており、また東ドイツ風のあだ名として“シュタージコンテナ”とも呼ばれている。本形式は東ドイツの鉄道における最高出力を誇る機関車であった。

## 概要

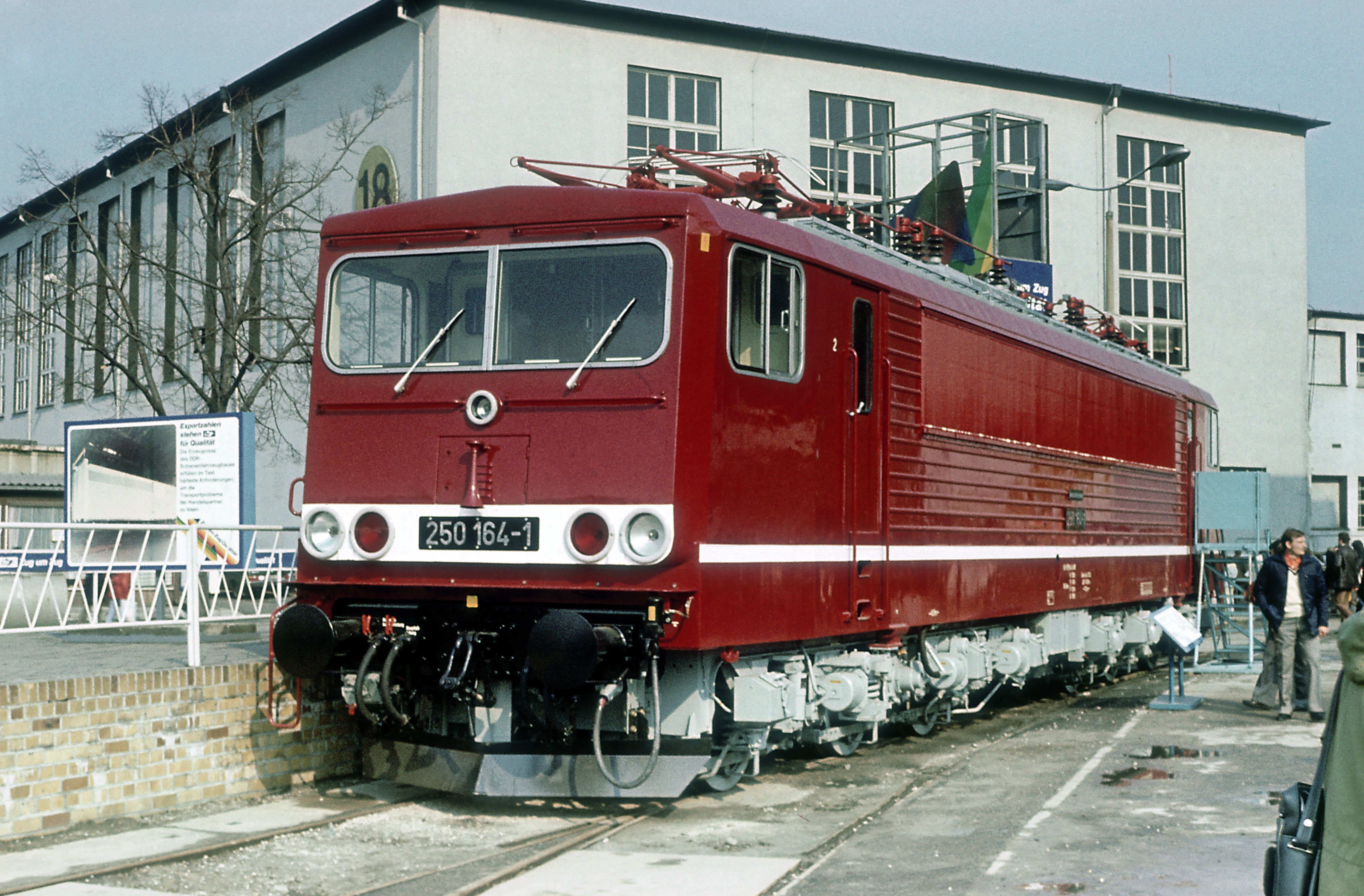
ライプツィヒ・メッセの会場に展示用に運び込まれた250形電気機関車 (1982年）

1960年代中期、ドイツ国営鉄道で就役していた211形と242形では出力不足が露呈し始めた為、ドイツ国営鉄道は更に高出力の新型6軸機の製造を企図した。1974年、東ドイツ・ヘニングスドルフのLEW社（現・ボンバルディア・トランスポーテーション→アルストム）の工場から3両の原型車が出場し250形と付番され、1977年から1984年の間に270両を製造、就役後は貨物列車や旅客列車で運用された。
東西ドイツ統一後、旧東ドイツ地区の鉄道輸送は一時停滞する。この期間に250形は155形と改番、多くが旧西ドイツ地区へ配転となった。ドイツ鉄道の組織改革後に、これ等の車輛は貨物部門のDBカーゴへ転籍した。1998年より一部の車両は予備部品確保用となり廃車となったが、現在も依然として約200両が在籍している。